# Devils Postpile National Monument

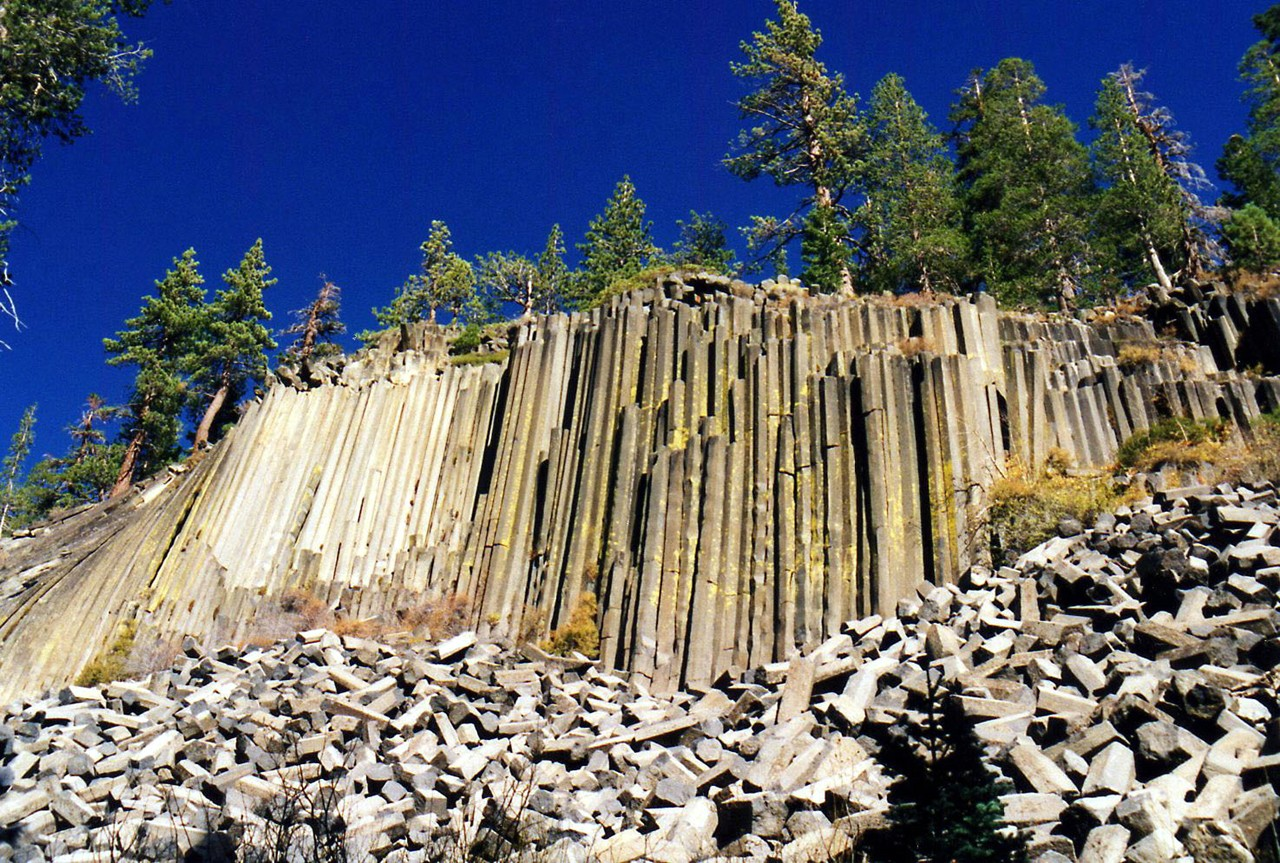
Bazaltowe kolumny w Devils Postpile National Monument

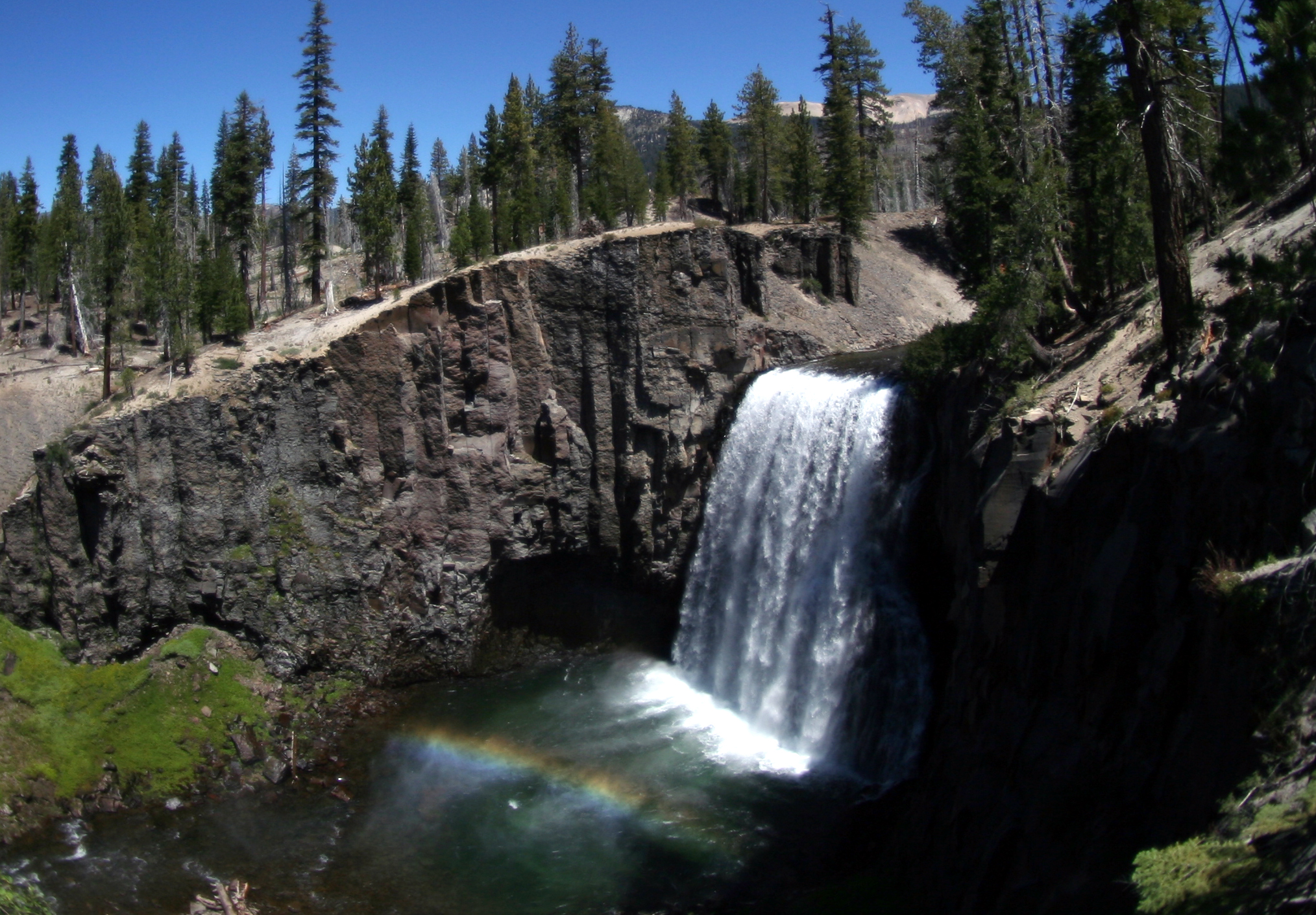
Wodospad Rainbow Falls w Devils Postpile National Monument

Devils Postpile National Monument – narodowy pomnik Stanów Zjednoczonych, znajdujący się w stanie Kalifornia. Jego główną atrakcją są doskonale zachowane kolumny bazaltowe zwane Devils Postpile, od których pochodzi nazwa parku oraz malowniczy wodospad Rainbow Falls.
Pomnik został ustanowiony decyzją prezydenta Williama Howarda Tafta 6 lipca 1911 roku na powierzchni około 3,22 km². Podobnie jak większość pomników narodowych znajduje się pod zarządem National Park Service. Przez pomnik przebiega długodystansowy pieszy szlak turystyczny John Muir Trail.

## Bazaltowe kolumny
Bazaltowe kolumny na terenie parku mają przeciętnie około 60 centymetrów średnicy, a średnica największych z nich przekracza 1 metr. Długość wielu kolumn przekracza 18 metrów. W przekroju, kolumny mają kształt wielokątów, najczęściej sześciokątów. Na podstawie próbki około 200 kolumn ustalono, że 2% z nich ma cztery boki, 37% ma pięć boków, 55% ma sześć boków, zaś 5% ma siedem boków. Znaleziono również kolumny o przekroju trójkątnym.
Do niedawna uważano, że kolumny powstały od 600 tysięcy do 1 miliona lat temu, jednak najnowsze badania w oparciu o datowanie izotopowe wykazały, że ich wiek to niecałe 100 tysięcy lat.
Innymi przykładami bazaltowych kolumn na świecie są Grobla Olbrzyma w Irlandii czy Grota Fingala w Szkocji. W Polsce podobne formy skalne występują na Kamiennej Górze w Lubaniu.

## Wodospad Rainbow Falls
Znajdujący się na terenie pomnika wodospad Rainbow Falls (dosłownie wodospad tęczowy) ma wysokość ponad 30 metrów.